# 红皮紫茎
红皮紫茎（学名：Stewartia rubiginosa）为山茶科紫茎属下的一个种。

## 扩展阅读
- 維基物種上的相關：红皮紫茎